# Brian Henson
Brian Henson (New York, 3 novembre 1963) è un regista e produttore cinematografico statunitense.

## Biografia
È il figlio dell'ideatore dei Muppet Jim Henson. Ha raccolto la sua eredità artistica proseguendo la "saga" dei Muppet con la produzione di numerosi film. 
Ha sposato in seconde nozze l'attrice Mia Sara, che gli ha dato una figlia.

## Filmografia parziale

### Regista

#### Cinema
- Festa in casa Muppet (The Muppet Christmas Carol) (1992)
- I Muppet nell'isola del tesoro (Muppet Treasure Island) (1996)
- Pupazzi senza gloria (The Happytime Murders) (2018)

#### Televisione
- I dinosauri (Dinosaurs) - serie TV, episodi 3x1-4x1-4x13 (1992-1994)
- Muppets Tonight - serie TV, episodi 2x1-2x2 (1997)
- Farscape - serie TV, episodi 1x2 (1999)
- Mother Goose Stories - serie TV, 26 episodi (1990-2000)
- Jack e il fagiolo magico (Jack and the Beanstalk: The Real Story) - miniserie TV, episodi 1x1-1x2 (2001)

- Farscape: The Peacekeeper Wars - miniserie TV, episodi 1x1 (2004)

### Produttore
- Festa in casa Muppet (The Muppet Christmas Carol), regia di Brian Henson (1992)
- I Muppet nell'isola del tesoro (Muppet Treasure Island), regia di Brian Henson (1996)
- I Muppets venuti dallo spazio (Muppets From Space), regia di Tim Hill (1999)
- Natale con i Muppet (It's a Very Merry Muppet Christmas Movie), regia di Kirk R. Thatcher (2002) – film TV
- I Muppet e il mago di Oz (The Muppets' Wizard of Oz), regia di Kirk R. Thatcher (2005) - film TV
- Pupazzi senza gloria (The Happytime Murders), regia di Brian Henson (2018)

### Attore
- Punto debole (Split Image), regia di Ted Kotcheff (1982)